# Diuris polymorpha
Diuris polymorpha är en orkidéart som beskrevs av Messmer. Diuris polymorpha ingår i släktet Diuris och familjen orkidéer.
Artens utbredningsområde är New South Wales. Inga underarter finns listade i Catalogue of Life.